# Liga Europa da UEFA de 2015–16 – Fase Final
A Fase Final da Liga Europa da UEFA de 2015–16 será disputada entre 18 de fevereiro de 2016 e 18 de maio de 2016, dia da final que será disputada no St. Jakob-Park, Basel na Suiça. Um total de 32 equipes participam nesta fase.

## Calendário
Todos os sorteios são realizados na sede da UEFA em Nyon, Suíça.
| Fase       | Rodada           | Data do sorteio         | Partida de ida                              | Partida de volta                            |
| ---------- | ---------------- | ----------------------- | ------------------------------------------- | ------------------------------------------- |
| Fase final | Dezesseis-avos   | 14 de dezembro de 2015  | 16–18 de fevereiro de 2016                  | 24–25 de fevereiro de 2016                  |
| Fase final | Oitavas de final | 26 de fevereiro de 2016 | 10 de março de 2016                         | 17 de março de 2016                         |
| Fase final | Quartas de final | 18 de março de 2016     | 7 de abril de 2016                          | 14 de abril de 2016                         |
| Fase final | Semifinais       | 15 de abril de 2016     | 28 de abril de 2016                         | 5 de Maio de 2016                           |
| Fase final | Final            | 15 de abril de 2016     | 18 de maio de 2016 no St. Jakob-Park, Basel | 18 de maio de 2016 no St. Jakob-Park, Basel |

## Equipes classificadas

#### Fase de grupos da Liga Europa
| Grupo | Vencedores        | Vices                  |
| ----- | ----------------- | ---------------------- |
| A     | Molde             | Fenerbahçe             |
| B     | Liverpool         | Sion                   |
| C     | Krasnodar         | Borussia Dortmund      |
| D     | Napoli            | Midtjylland            |
| E     | Rapid Viena       | Villarreal             |
| F     | Sporting de Braga | Olympique de Marseille |
| G     | Lazio             | Saint-Étienne          |
| H     | Lokomotiv Moscou  | Sporting               |
| I     | Basel             | Fiorentina             |
| J     | Tottenham         | Anderlecht             |
| K     | Schalke 04        | Sparta Praga           |
| L     | Athletic Bilbao   | Augsburg               |

#### Fase de grupos da Liga dos Campeões
| Grupo | Equipa            | Pts | J | V | E | D | GM | GS | DG |
| ----- | ----------------- | --- | - | - | - | - | -- | -- | -- |
| G     | Porto             | 10  | 6 | 3 | 1 | 2 | 9  | 8  | +1 |
| F     | Olympiacos        | 9   | 6 | 3 | 0 | 3 | 6  | 13 | –7 |
| B     | Manchester United | 8   | 6 | 2 | 2 | 2 | 7  | 7  | 0  |
| E     | Bayer Leverkusen  | 6   | 6 | 1 | 3 | 2 | 13 | 12 | +1 |
| D     | Sevilla           | 6   | 6 | 2 | 0 | 4 | 8  | 11 | –3 |
| H     | Valencia          | 6   | 6 | 2 | 0 | 4 | 5  | 9  | –4 |
| C     | Galatasaray       | 5   | 6 | 1 | 2 | 3 | 6  | 10 | –4 |
| A     | Shakhtar Donetsk  | 3   | 6 | 1 | 0 | 5 | 7  | 14 | –7 |

## Fase de 16-avos
O sorteio ocorreu em 14 de dezembro de 2015. As partidas de ida foram realizadas no dia 16 e 18 de fevereiro e as partidas de volta serão realizadas em 24 e 25 de Fevereiro de 2016.
| Equipe 1               | Total     | Equipe 2          | 1.º jogo | 2.º jogo |
| ---------------------- | --------- | ----------------- | -------- | -------- |
| Valencia               | 10–0      | Rapid Viena       | 6–0      | 4–0      |
| Fiorentina             | 1–4       | Tottenham         | 1–1      | 0–3      |
| Borussia Dortmund      | 3–0       | Porto             | 2–0      | 1–0      |
| Fenerbahçe             | 3–1       | Lokomotiv Moscou  | 2–0      | 1–1      |
| Anderlecht             | 3–1 (pro) | Olympiacos        | 1–0      | 2–1      |
| Midtjylland            | 3–6       | Manchester United | 2–1      | 1–5      |
| Augsburg               | 0–1       | Liverpool         | 0–0      | 0–1      |
| Sparta Praga           | 4–0       | Krasnodar         | 1–0      | 3–0      |
| Galatasaray            | 2–4       | Lazio             | 1–1      | 1–3      |
| Sion                   | 3–4       | Sporting de Braga | 1–2      | 2–2      |
| Shakhtar Donetsk       | 3–0       | Schalke 04        | 0–0      | 3–0      |
| Olympique de Marseille | 1–2       | Athletic Bilbao   | 0–1      | 1–1      |
| Sevilla                | 3–1       | Molde             | 3–0      | 0–1      |
| Sporting               | 1–4       | Bayer Leverkusen  | 0–1      | 1–3      |
| Villarreal             | 2–1       | Napoli            | 1–0      | 1–1      |
| Saint-Étienne          | 4–4 (g.f) | Basel             | 3–2      | 1–2      |

### Partidas de ida
| 16 de fevereiro de 2016 | Fenerbahçe     | 2 – 0     | Lokomotiv Moscou | Estádio Şükrü Saraçoğlu, Istambul                 |
| 18:00                   | Souza 18', 72' | Relatório |                  | Público: 36 195 Árbitro: SWE Martin Strömbergsson |

| 18 de fevereiro de 2016 | Fiorentina       | 1 – 1     | Tottenham         | Estádio Artemio Franchi, Florença         |
| 19:00                   | Bernardeschi 59' | Relatório | Chadli 37' (pen.) | Público: 15 200 Árbitro: GER Felix Zwayer |

| 18 de fevereiro de 2016 | Borussia Dortmund      | 2 – 0     | Porto | Signal Iduna Park, Dortmund             |
| 19:00                   | Piszczek 6' · Reus 71' | Relatório |       | Público: 65 851 Árbitro: ITA Luca Banti |

| 18 de fevereiro de 2016 | Anderlecht | 1 – 0     | Olympiacos | Constant Vanden Stock Stadium, Anderlecht |
| 19:00                   | Mbodji 67' | Relatório |            | Público: 15 397 Árbitro: CRO Ivan Bebek   |

| 18 de fevereiro de 2016 | Midtjylland             | 2 – 1     | Manchester United | MCH Arena, Herning                            |
| 19:00                   | Sisto 44' · Onuachu 77' | Relatório | Depay 37'         | Público: 9 182 Árbitro: POR Artur Soares Dias |

| 18 de fevereiro de 2016 | Sevilla                         | 3 – 0     | Molde | Estádio Ramón Sánchez Pizjuán, Sevilha         |
| 19:00                   | Llorente 35', 49' · Gameiro 72' | Relatório |       | Público: 34 448 Árbitro: LIT Gediminas Mažeika |

| 18 de fevereiro de 2016 | Villarreal | 1 – 0     | Napoli | El Madrigal, Villarreal                  |
| 19:00                   | Suárez 82' | Relatório |        | Público: 17 686 Árbitro: NED Bas Nijhuis |

| 18 de fevereiro de 2016 | Saint-Étienne                              | 3 – 2     | Basel                                | Stade Geoffroy-Guichard, Saint-Étienne               |
| 19:00                   | Sall 9' · Monnet-Paquet 39' · Bahebeck 77' | Relatório | Walter Samuel 44' · Janko 56' (pen.) | Público: 27 013 Árbitro: GRE Anastasios Sidiropoulos |

| 18 de fevereiro de 2016 | Valencia                                                          | 6 – 0     | Rapid Viena | Estádio de Mestalla, Valência                 |
| 21:05                   | Mina 4', 25' · Parejo 10' · Negredo 29' · Gomes 35' · Rodrigo 89' | Relatório |             | Público: 28 831 Árbitro: CZE Miroslav Zelinka |

| 18 de fevereiro de 2016 | Augsburg | 0 – 0     | Liverpool | SGL Arena, Augsburgo                                  |
| 21:05                   |          | Relatório |           | Público: 25 000 Árbitro: ESP David Fernández Borbalán |

| 18 de fevereiro de 2016 | Sparta Praga | 1 – 0     | Krasnodar | Generali Arena, Praga                      |
| 21:05                   | Juliš 64'    | Relatório |           | Público: 14 120 Árbitro: SLO Slavko Vinčić |

| 18 de fevereiro de 2016 | Galatasaray  | 1 – 1     | Lazio                | Türk Telekom Arena, Istambul                |
| 21:05                   | Sarıoğlu 12' | Relatório | Milinković-Savić 21' | Público: 33 353 Árbitro: ING Michael Oliver |

| 18 de fevereiro de 2016 | Sion       | 1 – 2     | Sporting de Braga           | Stade Tourbillon, Sion                       |
| 21:05                   | Konaté 53' | Relatório | Stojiljković 13' · Rafa 61' | Público: 9 800 Árbitro: UKR Yevhen Aranovsky |

| 18 de fevereiro de 2016 | Shakhtar Donetsk | 0 – 0     | Schalke 04 | Arena Lviv, Lviv                           |
| 21:05                   |                  | Relatório |            | Público: 23 615 Árbitro: TUR Hüseyin Göçek |

| 18 de fevereiro de 2016 | Olympique de Marseille | 0 – 1     | Athletic Bilbao | Stade Vélodrome, Marseille                 |
| 21:05                   |                        | Relatório | Aduriz 54'      | Público: 29 727 Árbitro: SCO Craig Thomson |

| 18 de fevereiro de 2016 | Sporting | 0 – 1     | Bayer Leverkusen | Estádio José Alvalade, Lisboa              |
| 21:05                   |          | Relatório | Bellarabi 26'    | Público: 26 201 Árbitro: NED Björn Kuipers |

### Partidas de volta
| 24 de fevereiro de 2016 | Sporting de Braga                   | 2 – 2     | Sion           | Estádio Municipal, Braga                |
| 18:00                   | Josué 27' (pen.) · Stojiljković 48' | Relatório | Gekas 16', 29' | Público: 6 759 Árbitro: ISR Liran Liany |

Braga venceu por 4–3 no agregado.
| 25 de fevereiro de 2016 | Lokomotiv Moscou | 1 – 1     | Fenerbahçe       | Estádio Lokomotiv de Moscou, Moscow        |
| 17:00                   | Samedov 45'      | Relatório | Mehmet Topal 83' | Público: 15 695 Árbitro: SVK Ivan Kružliak |

Fenerbahçe venceu por 3–1 no agregado.
| 25 de fevereiro de 2016 | Rapid Viena | 0 – 4     | Valencia                                                 | Ernst-Happel-Stadion, Viena                    |
| 19:00                   |             | Relatório | Rodrigo 59' · Feghouli 64' · Piatti 72' · Rúben Vezo 88' | Público: 39 800 Árbitro: ITA Paolo Tagliavento |

Valencia venceu por 10–0 no agregado.
| 25 de fevereiro de 2016 | Liverpool        | 1 – 0     | Augsburg | Anfield, Liverpool                          |
| 19:00                   | Milner 5' (pen.) | Relatório |          | Público: 43 081 Árbitro: FRA Clément Turpin |

Liverpool venceu por 1–0 no agregado.
| 25 de fevereiro de 2016 | Krasnodar | 0 – 3     | Sparta Praga                         | Estádio Kuban, Krasnodar                        |
| 19:00                   |           | Relatório | Mareček 51' · Frýdek 57' · Fatai 70' | Público: 14 850 Árbitro: SWE Stefan Johannesson |

Sparta Praga venceu por 4–0 no agregado.
| 25 de fevereiro de 2016 | Lazio                                        | 3 – 1     | Galatasaray       | Estádio Olímpica, Roma                            |
| 19:00                   | Parolo 59' · Felipe Anderson 61' · Klose 72' | Relatório | Yasin Öztekin 62' | Público: 13 967 Árbitro: RUS Vladislav Bezborodov |

Lazio venceu por 4–2 no agregado.
| 25 de fevereiro de 2016 | Schalke 04 | 0 – 3     | Shakhtar Donetsk                          | Veltins-Arena, Gelsenkirchen           |
| 19:00                   |            | Relatório | Marlos 27' · Ferreyra 63' · Kovalenko 77' | Público: 45 308 Árbitro: SVN Matej Jug |

Shakhtar Donetsk venceu por 3–0 no agregado.
| 25 de fevereiro de 2016 | Athletic Bilbao | 1 – 1     | Olympique de Marseille | Estádio de San Mamés, Bilbau                  |
| 19:00                   | Merino 81'      | Relatório | Batshuayi 40'          | Público: 38 259 Árbitro: BLR Aleksei Kulbakov |

Athletic Bilbao venceu por 2–1 no agregado.
| 25 de fevereiro de 2016 | Bayer Leverkusen                          | 3 – 1     | Sporting       | BayArena, Leverkusen                      |
| 19:00                   | Bellarabi 30', 65' · Hakan Çalhanoğlu 87' | Relatório | João Mário 38' | Público: 26 585 Árbitro: FRA Ruddy Buquet |

Bayer Leverkusen venceu por 4–1 no agregado.
| 25 de fevereiro de 2016 | Tottenham                            | 3 – 0     | Fiorentina | White Hart Lane, Londres                    |
| 21:05                   | Mason 25' · Lamela 63' · Gonzalo 81' | Relatório |            | Público: 34 880 Árbitro: ROU Ovidiu Haţegan |

Tottenham Hotspur venceu por 4–1 no agregado.
| 25 de fevereiro de 2016 | Porto | 0 – 1     | Borussia Dortmund | Estádio do Dragão, Porto                      |
| 21:05                   |       | Relatório | Casillas 23'      | Público: 32 707 Árbitro: ENG Mark Clattenburg |

Borussia Dortmund venceu por 3–0 no agregado.
| 25 de fevereiro de 2016 | Olympiacos           | 1 – 2 (pro.) | Anderlecht            | Estádio Karaiskákis, Pireu                 |
| 21:05                   | Fortounis 29' (pen.) | Relatório    | Acheampong 102', 111' | Público: 31 005 Árbitro: NIR Arnold Hunter |

Anderlecht venceu por 3–1 no agregado.
| 25 de fevereiro de 2016 | Manchester United                                         | 5 – 1     | Midtjylland | Estádio Old Trafford, Manchester        |
| 21:05                   | Bodurov 32' · Rashford 64', 75' · Herrera 88' · Depay 90' | Relatório | Sisto 28'   | Público: 58 609 Árbitro: HUN István Vad |

Manchester United venceu por 6–3 no agregado.
| 25 de fevereiro de 2016 | Molde      | 1 – 0     | Sevilla | Aker Stadion, Molde                      |
| 21:05                   | Hestad 43' | Relatório |         | Público: 7 284 Árbitro: SCO Bobby Madden |

Sevilla venceu por 3–1 no agregado.
| 25 de fevereiro de 2016 | Napoli     | 1 – 1     | Villarreal | Estádio San Paolo, Nápoles                 |
| 21:05                   | Hamšík 17' | Relatório | Pina 59'   | Público: 23 928 Árbitro: GER Deniz Aytekin |

Villarreal venceu por 2–1 no agregado.
| 25 de fevereiro de 2016 | Basel            | 2 – 1     | Saint-Étienne | St. Jakob-Park, Basileia                    |
| 21:05                   | Zuffi 15', 90+2' | Relatório | Sall 90'      | Público: 20 976 Árbitro: NED Danny Makkelie |

4–4 no agregado. Basel venceu por gols marcados fora.

## Oitavas-de-final
O sorteio para as oitavas de final irá ocorrer em 26 de fevereiro de 2016. A primeira partida será disputada no dia 10 de março, e a segunda em 17 de março de 2016.
| Equipe 1          | Total     | Equipe 2          | 1.º jogo | 2.º jogo |
| ----------------- | --------- | ----------------- | -------- | -------- |
| Shakhtar Donetsk  | 4–1       | Anderlecht        | 3–1      | 1–0      |
| Basel             | 0–3       | Sevilla           | 0–0      | 0–3      |
| Villarreal        | 2–0       | Bayer Leverkusen  | 2–0      | 0–0      |
| Athletic Bilbao   | 2–2 (g.f) | Valencia          | 1–0      | 1–2      |
| Liverpool         | 3–1       | Manchester United | 2–0      | 1–1      |
| Sparta Praga      | 4–1       | Lazio             | 1–1      | 3–0      |
| Borussia Dortmund | 5–1       | Tottenham         | 3–0      | 2–1      |
| Fenerbahçe        | 2–4       | Sporting de Braga | 1–0      | 1–4      |

### Partidas de ida
| 10 de março de 2016 | Shakhtar Donetsk                      | 3 – 1     | Anderlecht     | Arena Lviv, Lviv                        |
| 19:00               | Taison 21' · Kucher 24' · Eduardo 79' | Relatório | Acheampong 69' | Público: 23 621 Árbitro: POR Artur Dias |

| 10 de março de 2016 | Basel | 0 – 0     | Sevilla | St. Jakob-Park, Basileia                    |
| 19:00               |       | Relatório |         | Público: 22 403 Árbitro: ING Anthony Taylor |

| 10 de março de 2016 | Borussia Dortmund              | 3 – 0     | Tottenham | Signal Iduna Park, Dortmund               |
| 19:00               | Aubameyang 30' · Reus 61', 70' | Relatório |           | Público: 65 848 Árbitro: TUR Cüneyt Çakır |

| 10 de março de 2016 | Fenerbahçe | 1 – 0     | Sporting de Braga | Türk Telekom Arena, Istambul                |
| 19:00               | Topal 82'  | Relatório |                   | Público: 40 197 Árbitro: FRA Clément Turpin |

| 10 de março de 2016 | Villarreal      | 2 – 0     | Bayer Leverkusen | El Madrigal, Villarreal                      |
| 21:05               | Bakambu 4', 56' | Relatório |                  | Público: 16 211 Árbitro: ITA Gianluca Rocchi |

| 10 de março de 2016 | Athletic Bilbao | 1 – 0     | Valencia | Estádio de San Mamés, Bilbau               |
| 21:05               | García 20'      | Relatório |          | Público: 35 765 Árbitro: NED Björn Kuipers |

| 10 de março de 2016 | Liverpool                          | 2 – 0     | Manchester United | Anfield, Liverpool                                   |
| 21:05               | Sturridge 20' (pen.) · Firmino 73' | Relatório |                   | Público: 43 228 Árbitro: ESP Carlos Velasco Carballo |

| 10 de março de 2016 | Sparta Praga | 1– 1      | Lazio      | Generali Arena, Praga                        |
| 21:05               | Frýdek 13'   | Relatório | Parolo 38' | Público: 17 482 Árbitro: ESP Alberto Undiano |

### Partidas de volta
| 17 de março de 2016 | Bayer Leverkusen | 0 – 0     | Villarreal | BayArena, Leverkusen                       |
| 19:00               |                  | Relatório |            | Público: 23 409 Árbitro: ESC Willie Collum |

Villarreal venceu por 2–0 no agregado.
| 17 de março de 2016 | Valencia              | 2 – 1     | Athletic Bilbao | Estádio de Mestalla, Valência               |
| 19:00               | Mina 13' · Santos 37' | Relatório | Aduriz 76'      | Público: 31 681 Árbitro: ITA Daniele Orsato |

2–2 no agregado. Athletic Bilbao venceu por gols marcados fora.
| 17 de março de 2016 | Lazio | 0 – 3     | Sparta Praga                        | Estádio Olímpica, Roma                    |
| 19:00               |       | Relatório | Dočkal 10' · Krejčí 12' · Juliš 44' | Público: 18 827 Árbitro: FRA Ruddy Buquet |

Sparta Praga venceu por 4–1 no agregado.
| 17 de março de 2016 | Anderlecht | 0 – 1     | Shakhtar Donetsk | Constant Vanden Stock Stadium, Anderlecht  |
| 21:05               |            | Relatório | Eduardo 90+3'    | Público: 13 785 Árbitro: ESP Deniz Aytekin |

Shakhtar Donetsk venceu por 4–1 no agregado.
| 17 de março de 2016 | Sevilla                     | 3 – 0     | Basel | Estádio Ramón Sánchez Pizjuán, Sevilha           |
| 21:05               | Rami 35' · Gameiro 44', 45' | Relatório |       | Público: 35 546 Árbitro: GER Antonio Mateu Lahoz |

Sevilla venceu por 3–0 no agregado.
| 17 de março de 2016 | Manchester United  | 1 – 1     | Liverpool    | Estádio Old Trafford, Manchester           |
| 21:05[a]            | Martial 32' (pen.) | Relatório | Coutinho 45' | Público: 75 180 Árbitro: SER Milorad Mažić |

Liverpool venceu por 3–1 no agregado.
| 17 de março de 2016 | Tottenham         | 1 – 2     | Borussia Dortmund   | White Hart Lane, Londres                    |
| 21:05               | Son Heung-min 74' | Relatório | Aubameyang 24', 71' | Público: 36 284 Árbitro: ITA Nicola Rizzoli |

Borussia Dortmund venceu por 5–1 no agregado.
| 17 de março de 2016 | Sporting de Braga                                           | 4 – 1     | Fenerbahçe  | Estádio Municipal, Braga                |
| 21:05               | Hassan 11' · Josué 69' (pen.) · Stojiljković 74' · Rafa 83' | Relatório | Potuk 45+3' | Público: 16 431 Árbitro: CRO Ivan Bebek |

Braga venceu por 4–2 no agregado.
Notas
- a ^  A partida Manchester United v Liverpool era originalmente para iniciar às 19:00 CET (18:00 hora local), mas foi adiada para 21:05 CET (20:05 hora local) pela UEFA depois de um pedido da Trafford Metropolitan Borough Council.

## Quartas-de-final
O sorteio das quartas-de-final será realizado em 18 de março de 2016, às 12h00 de Portugal Continental. A primeira mão será disputada no dia 7 de abril, e a segunda em 14 de abril de 2016.
| Equipe 1          | Total       | Equipe 2         | 1.º jogo | 2.º jogo |
| ----------------- | ----------- | ---------------- | -------- | -------- |
| Sporting de Braga | 1–6         | Shakhtar Donetsk | 1–2      | 0–4      |
| Villarreal        | 6–3         | Sparta Praga     | 2–1      | 4–2      |
| Athletic Bilbao   | 3–3 (4–5 p) | Sevilla          | 1–2      | 2–1      |
| Borussia Dortmund | 4–5         | Liverpool        | 1–1      | 3–4      |

### Partidas de ida
| 7 de abril de 2016 | Sporting de Braga | 1 – 2     | Shakhtar Donetsk             | Estádio Municipal, Braga                    |
| 21:05              | Eduardo 89'       | Relatório | Rakitskiy 45' · Ferreyra 75' | Público: 21 645 Árbitro: SWE Jonas Eriksson |

| 7 de abril de 2016 | Villarreal      | 2 – 1     | Sparta Praga | El Madrigal, Villarreal                     |
| 21:05              | Bakambu 3', 63' | Relatório | Brabec 45+4' | Público: 15 803 Árbitro: ROM Ovidiu Hațegan |

| 7 de abril de 2016 | Athletic Bilbao | 1 – 2     | Sevilla                        | San Mamés, Bilbau                             |
| 21:05              | Aduriz 48'      | Relatório | Kolodziejczak 56' · Iborra 83' | Público: 40 856 Árbitro: ENG Mark Clattenburg |

| 7 de abril de 2016 | Borussia Dortmund | 1 – 1     | Liverpool | Signal Iduna Park, Dortmund                          |
| 21:05              | Hummels 48'       | Relatório | Origi 36' | Público: 65 848 Árbitro: ESP Carlos Velasco Carballo |

### Partidas de volta
| 14 de abril de 2016 | Shakhtar Donetsk                                            | 4 – 0     | Sporting de Braga | Arena Lviv, Lviv                            |
| 21:05               | Srna 25' (pen.) · Ricardo Ferreira 43', 73' · Kovalenko 50' | Relatório |                   | Público: 33 617 Árbitro: CZE Pavel Královec |

Shakhtar Donetsk venceu por 6–1 no placar agregado.
| 14 de abril de 2016 | Sparta Praga            | 2 – 4     | Villarreal                                      | Generali Arena, Praga                        |
| 21:05               | Dočkal 65' · Krejčí 71' | Relatório | Bakambu 5', 49' · Castillejo 43' · Lafata 45+1' | Público: 18 201 Árbitro: ENG Martin Atkinson |

Villarreal venceu por 6–3 no placar agregado.
| 14 de abril de 2016 | Sevilla     | 1 – 2 (pro) | Athletic Bilbao                    | Estádio Ramón Sánchez Pizjuán, Sevilha     |
| 21:05               | Gameiro 59' | Relatório   | Aritz Aduriz 57' · Raúl García 80' | Público: 38 567 Árbitro: SLO Damir Skomina |

|                                             |       | Penalidades                                     |  |
| Coke Krychowiak Konoplyanka N'Zonzi Gameiro | 5 – 4 | Raúl García Viguera San José Etxebarria Susaeta |  |

3–3 no placar agregado. Sevilla venceu por 5–4 na disputa por pênaltis.
| 14 de abril de 2016 | Liverpool                                           | 4 – 3     | Borussia Dortmund                        | Anfield, Liverpool                        |
| 21:05               | Origi 48' · Coutinho 66' · Sakho 78' · Lovren 90+1' | Relatório | Mkhitaryan 5' · Aubameyang 9' · Reus 57' | Público: 44 742 Árbitro: TUR Cüneyt Çakır |

Liverpool venceu por 5–4 no placar agregado.

## Semifinais
O sorteio para as semifinais e final (para determinar a equipe de "casa" para fins administrativos) foi realizado em 15 de abril de 2016. A primeira mão partida no dia 28 de abril, e a segunda em 05 de maio de 2016.
| Equipe 1         | Total | Equipe 2  | 1.º jogo | 2.º jogo |
| ---------------- | ----- | --------- | -------- | -------- |
| Villarreal       | 1–3   | Liverpool | 1–0      | 0–3      |
| Shakhtar Donetsk | 3–5   | Sevilla   | 2–2      | 1–3      |

### Partidas de ida
| 28 de abril de 2016 | Villarreal         | 1 – 0     | Liverpool | El Madrigal, Vila-real                     |
| 21:05               | Adrián López 90+2' | Relatório |           | Público: 20 000 Árbitro: SLO Damir Skomina |

| 28 de abril de 2016 | Shakhtar Donetsk            | 2 – 2     | Sevilla                        | Arena Lviv, Lviv                              |
| 21:05               | Marlos 23' · Stepanenko 36' | Relatório | Vitolo 6' · Gameiro 82' (pen.) | Público: 34 267 Árbitro: POL Szymon Marciniak |

### Partidas de volta
| 5 de maio de 2016 | Liverpool                                      | 3 – 0     | Villarreal | Anfield, Liverpool                         |
| 21:05             | Bruno Soriano 7' · Sturridge 63' · Lallana 81' | Relatório |            | Público: 43 000 Árbitro: HUN Viktor Kassai |

Liverpool venceu por 3–1 no agregado.
| 5 de maio de 2016 | Sevilla                                | 3 – 1     | Shakhtar Donetsk | Estádio Ramón Sánchez Pizjuán, Sevilha     |
| 21:05             | Gameiro 9', 47' · Mariano Ferreira 59' | Relatório | Eduardo 44'      | Público: 41 286 Árbitro: NED Björn Kuipers |

Sevilla venceu por 5–3 no agregado.

## Final
A final será disputada em 18 de Maio de 2016, no St. Jakob-Park, em Basileia, Suíça.
| 18 de maio de 2016 | Liverpool     | 1 – 3     | Sevilla                     | St. Jakob-Park, Basileia                    |
| 20:45              | Sturridge 35' | Relatório | Gameiro 46' · Coke 64', 70' | Público: 34 429 Árbitro: SWE Jonas Eriksson |